# Оршиця
Орши́ця (біл. Аршыца) — річка в Оршанському районі Вітебської області Білорусі, права притока Дніпра.

## Загальні відомості
Довжина річки — 33 км, площа басейну — 519 км².
Пересічний показник витрат води біля гирла становить 3,3 м³/с.
Середній нахил водної поверхні — 0,4 ‰.
Головні притоки:
- Праві: Почалиця (біл. Пачаліца), Миронівка (біл. Міронаўка).
- Ліві: Видриця (біл. Выдрыца).

## Географія протікання
Оршиця бере початок з озера Ореховське (біл. Арэхаўскае), тече Оршанською височиною.
Впадає до Дніпра поблизу міста Орша.
Долина у верхів'ї трапецієподібна, у пониззі — схожа на корито. Заплава — двостороння.
Річище у верхів'ї звивисте.